# بختيار نامه
بختيار نامه هي رواية إيرانية من العصور الوسطى، لها نسختان نثرية وشعرية. أقدم نسخة باقية من العمل موجودة في النص النثري العربي عجائب البخت في قصة الإحدى عشر وزيرا وابن الملك آذار بخت، الذي كُتب في عام 1000 م. أقدم نسخة في الفارسية الحديثة [الإنجليزية] باقية هي في راحة الأرواح للشاعر شمس الدين محمد دقاقي مروز، في مخطوطة كتبت في عام 1264/5. وقد قيل إن القصة نشأت من كتاب بالفارسية المتوسطة، لكن هذا لا يزال غير واضح.

## طالع أيضًا
- عجائب البخت في قصة الإحدى عشر وزيرا وابن الملك آذار بخت
- قصة الدراويش الأربعة